# Chuginadak
Chuginadak (in lingua aleutina Tanax Angunax, anche Khagamil, Kigamilyakh) è la seconda maggiore isola del gruppo delle Four Mountains, nell'arcipelago delle Aleutine, e appartiene all'Alaska (USA). L'isola si trova 40 km ad ovest di Umnak, è lunga circa 23 km, ha una superficie di 166 km,² ed è disabitata.
Chuginadak è formata da due parti unite da una bassa e stretta striscia di terra formata da colate laviche e depositi piroclastici. La parte occidentale è interamente occupata dal vulcano Cleveland (1.730 m), uno stratovulcano attualmente attivo, mentre la parte orientale è costituita dal monte Tana un complesso vulcanico inattivo (1.170 m).